# Kurt Kräft

Kurt Kräft

Kurt Reinhold Kräft (* 16. April 1907 in Magdeburg; † 8. August 1977 in Kremmen) war ein deutscher Politiker der NSDAP.

## Leben und Wirken
Nach dem Besuch der Bürgerschulen in Magdeburg und Helmstedt in den Jahren 1913 bis 1921 arbeitete Kurt Kräft von 1921 bis 1924 als Bergbau-Praktikant. Von 1923 bis 1927 durchlief er eine Ausbildung in einem Handelslaboratorium. Von 1928 bis 1931 war er in diesem Laboratorium als Angestellter tätig.
Seit 1925 gehörte Kräft der SA an. Zur selben Zeit begann er sich als Führer in der HJ zu betätigen. Zum 30. März 1926 trat er der NSDAP bei (Mitgliedsnummer 33.241). 1928 wurde er Führer der HJ im Gau Magdeburg-Anhalt. In den Jahren 1931 bis 1933 war Kräft einerseits für die NSDAP tätig, bezog aber zugleich auch Erwerbslosenunterstützung. 1933 wurde Kräft Führer des HJ-Oberbannes Magdeburg-Anhalt sowie des Bannes Magdeburg im HJ-Gebiet Mittelland. Im selben Jahr übernahm er sein erstes öffentliches Amt als Stadtverordneter in Magdeburg; später wurde er Ratsherr. Im Juni 1933 ernannte ihn Baldur von Schirach zum Länderbeauftragten des Jugendführers des Deutschen Reiches für Anhalt. Von 1933 bis 1936 war er Leiter des Landesverbands Mittelelbe-Harz im Reichsverband für Deutsche Jugendherbergen (DJH). Von Mai 1934 bis Juni 1936 führte er zusätzlich das neugeschaffene HJ-Gebiet Mittelelbe in Magdeburg, wurde dann aber wegen Krankheit und Überarbeitung entlastet.
Von März 1936 bis April 1938 saß Kräft als Abgeordneter für den Wahlkreis 10 (Magdeburg) im nationalsozialistischen Reichstag.
Im Krieg war Kräft in der Gauleitung Niederschlesien in Breslau tätig, u. a. 1943 als Gauschulungsbeauftragter und Gauschulungsredner des Rassenpolitischen Amtes der NSDAP mit den Fachgebieten Volkspflege und Rassenpolitik. Außerdem war er Gauhauptstellenleiter im Hauptschulungsamt der NSDAP.

## Schriften
- Die deutsche Mittelstandspolitik der Nachkriegszeit, 1936 (?)